# Sin pecado concebido
Sin pecado concebido é uma telenovela mexicana produzida por José Alberto Castro para Televisa, e exibida entre 28 de maio e 28 de setembro de 2001, substituindo El derecho de nacer e antecedendo El manantial. A trama é original de Carlos Olmos e Enrique Serna.
Foi protagonizada por Angélica Rivera e Carlos Ponce, com atuações estrelares de María Sorté, Joaquín Cordero, Magda Guzmán, Rosa María Bianchi, Delia Casanova e Aurora Molina e antagonizada por Itati Cantoral, Sergio Goyri, Luis Roberto Guzmán, Pilar Pellicer, Roberto Ballesteros e Beatriz Aguirre.

## Enredo
Mariana (Angélica Rivera) é uma jovem que de familia humilde que trabalha para a familia Martorel. Amparo, mulher rica e de bom coração aceitou que Mariana ficasse em sua casa sob a proteção dela e de sua familia. Ela é casada com Claudio (Orlando Carrió) e são proprietários de uma fabrica de perfumes e da fazenda "La Encantada", lugar em que também vive. 
Ela também é mãe de Adrián (Carlos Ponce), um jovem bom e inocente não tem maldades em seu coração, e vive sua vida sem preocupações. Adrián e Mariana se tornam grandes amigos e convivem muito bem.  
No entanto, em um dia ela sofre uma tentativa de estupro por parte de Emiliano (Sergio Goyri). Assustada com o ocorrido, ela se vê forçada a sair de casa para entrar em um internato, sem dar nenhuma explicação a ninguém. Enquanto seus irmãos e o pai ficaram na fazenda. No convento ela conhece a Madre Ángeles (Aurora Molina) e a irmã Jovita, que juntamente com o padre Gonzalo (Joaquín Cordero), tornar-se seus conselheiro espiritual, já que ela pensa em se tornar uma freira.
Um dia o pai de Mariana lhe revela que foi ele quem, em troca de dinheiro, havia permitido que Emiliano a assediasse. Mariana fica em choque com essa revelação e seu pai, cheio de remorso e vergonha, decide se suicidar. Mariana também enfrenta a oposição do seu irmão Cástulo, que a acusa de ter abandonado a família e ser responsável pela morte do seu pai. 
Mariana retorna à fazenda e encontra novamente o agora belo Adrián, que acaba de voltar para sua casa após obter o seu mestrado em Chicago. Ambos descobrem que seu amor de adolescência ainda está vivo. Mas agora ele está envolvida Raquel (Itatí Cantoral), uma mulher ambiciosa que é capaz de qualquer coisa para separar Mariana e Adrián, juntamente com sua avó Salud (Beatriz Aguirre). Os dois lutam contra tudo e contra todos, para ficarem juntos pelo amor que sentem concebido sem pecado.

## Elenco
| Ator                 | Personagem                               |
| -------------------- | ---------------------------------------- |
| Angélica Rivera      | Mariana Campos Ortiz de Martorel         |
| Carlos Ponce         | Adrián Martorel Ibáñez                   |
| Itatí Cantoral       | Raquel Villavicencio Rojas de Martorel   |
| Sergio Goyri         | Emiliano Martorel Ochoa                  |
| Maria Sorté          | Amparo Ibáñez de Martorel                |
| Joaquín Cordero      | Padre Gonzalo                            |
| Montserrat Olivier   | Monserrat España                         |
| Juan Soler           | Octavio Allende                          |
| Magda Guzmán         | Eva Santana                              |
| Beatriz Aguirre      | Salud Rojas de Villavicencio             |
| Sebastián Rulli      | Marco Vinicio Martorel Hernández         |
| Delia Casanova       | Hermana Jovita                           |
| Aurora Molina        | Madre Ángeles                            |
| Pilar Pellicer       | Dolores 'Loló' De La Bárcena y De Teresa |
| Luis Roberto Guzmán  | Álvaro Godoy                             |
| Juan Peláez          | Anselmo Campos                           |
| Orlando Carrió       | Claudio Martorel Ochoa                   |
| Ana Bertha Espín     | Flor Gutiérrez de Martorel               |
| Rosa María Bianchi   | Carmen Albán                             |
| Roberto Ballesteros  | Epigmenio Nava                           |
| Luis Gatica          | Gerardo Garduño                          |
| Andrea Torre         | Arcelia Guízar Albán                     |
| Juan Carlos Casasola | Sergio Orozco                            |
| Ivonne Corona        | Ana Luisa de Campos                      |
| Gerardo Albarrán     | Raúl Platas                              |
| Mané Macedo          | Reyna                                    |
| Rafael Amaya         | Cástulo Campos Ortiz                     |
| Alejandra Jurado     | Minerva                                  |
| Fernando Robles      | Ixca                                     |
| José Antonio Ferral  | Lupe                                     |
| Sonia Linar          | Madre Violeta                            |
| Roberto Navarro      | Hugo Campos Ortiz                        |
| Regina Vázquez       | Gabriela Campos Ortiz                    |
| Consuelo Mendiola    | Maribel                                  |
| David Ostrosky       | Diego Enrique Castellanos                |
| Lourdes Canale       | Olga                                     |
| Roger Cudney         | Dr. Reyes                                |
| José Antonio Estrada | Efren                                    |
| Norma Regina Brito   | Aurelia                                  |
| Erika Marti          | Senora Laboratorios                      |
| José Luis Montemayor | Julian                                   |
| Norma Munguía        | Tomasa                                   |
| Lucía Pailles        | Samantha                                 |
| Enrique Palma        | Juiz Obregon                             |
| Estela Ruiz          | Paty                                     |
| Yamil Sesin          | Melquiades                               |
| Luis Fernando Torres | Efrencito Mendoza                        |
| Susan Vohn           | Larissa Kedroba                          |

## Produção
- Historia original e libreto: Carlos Olmos, Enrique Serna, Jesús Calzada
- Tema: Sin pecado concebido
- Letra e música: Carlos Ponce, Joel Someillán
- Intérprete: Carlos Ponce
- Música incidental: Chacho Gaytán, Roberto Roffiel
- Escenografía: Isabel Cházaro, María Teresa Ortiz
- Ambientação: Esperanza Carmona
- Design de vestuario: Martha Leticia Rivera, Laura Villafaña, Enrique Rivas
- Transformação literaria: Rocío Barrionuevo, Julián Robles
- Edição literaria: Janely Lee
- Edição: Juan Ordóñez, Héctor Flores, Alejandro Iglesias
- Chefe de produção em estúdio: Raúl Reyes Uicab
- Chefe de produção em locação: Marco Antonio Cano
- Diretor de câmeras em locação: Bernardo Nájera
- Diretor de cena en locação: José Ángel Domínguez
- Diretores de câmeras: Alejandro Frutos, Ernesto Arreola
- Diretores de cena: Juan Carlos Muñoz, Miguel Córcega
- Coordenadora geral: Georgina Ramos
- Produtores associados: Ernesto Hernández, Fausto Sáinz
- Produtor executivo: José Alberto Castro

## Audiência
Em sua exibição original, a trama obteve 20.8 pontos de média, e foi considerada um fracasso..

## Transmissão
Em 28 de maio de 2001, segunda-feira, o El Canal de las Estrellas começou a exibir Sin pecado concebido em seu horário nobre, às 21 horas, substituindo El derecho de nacer. Seu último capítulo foi ao ar em 28 de setembro de 2001, tendo El manantial como substituta.

## Exibição Internacional
RCN Televisión
 Gamavisión
 Univision
 Telemicro
 Mega
 América Televisión
 Telefuturo
 TLNovelas
 POP TV
 Acasa TV
 Bolivisión

## Prêmios e Indicações
| Ano  | Premiações        | Categoria                 | Nomeações           | Resultado |
| ---- | ----------------- | ------------------------- | ------------------- | --------- |
| 2002 | Prêmio TVyNovelas | Melhor Telenovela         | Melhor Telenovela   | Indicado  |
| 2002 | Prêmio TVyNovelas | Melhor Atriz Protagonista | Angélica Rivera     | Indicada  |
| 2002 | Prêmio TVyNovelas | Melhor Vilã               | Itati Cantoral      | Venceu    |
| 2002 | Prêmio TVyNovelas | Melhor Vilão              | Sergio Goyri        | Indicado  |
| 2002 | Prêmio TVyNovelas | Melhor Primeira Atriz     | Beatriz Aguirre     | Indicada  |
| 2002 | Prêmio TVyNovelas | Melhor Atriz Coadjuvante  | Maria Sorté         | Indicada  |
| 2002 | Prêmio TVyNovelas | Melhor Ator Coadjuvante   | Luis Roberto Guzmán | Indicado  |
| 2002 | Prêmio TVyNovelas | Melhor Revelação Feminina | Andrea Torre        | Indicado  |
| 2002 | Prêmios Bravo     | Melhor Primeira Atriz     | Beatriz Aguirre     | Venceu    |
| 2002 | Prêmios Bravo     | Melhor Ator Revelação     | Luis Roberto Guzmán | Venceu    |